# Elecciones municipales de 2003 en Pamplona

Las elecciones municipales de 2003 se celebraron en Pamplona el domingo 25 de mayo. Se eligieron los 27 concejales del pleno del Ayuntamiento de Pamplona, a través de un sistema proporcional (método d'Hondt), con listas cerradas y un umbral electoral del 5%.

## Resultados
Los resultados completos correspondientes al escrutinio definitivo se detallan a continuación:
|  | 42.33 % |

|  | 16.73 % |

|  | 10,61 % |

|  | 9.65 % |

|  | 7.42 % |

|  | 6.87 % |

|  | 3.41 % |

|  | 0.44 % |

|  | 0.21 % |

|  | 0.08 % |

|  | 0.07 % |

|  | 67.32 % |